# Violat
El color violat, o a vegades també violeta (rep aquest nom de la planta violeta) es refereix al conjunt de colors blaus-vermellosos o morats-blavosos. Correspon a una longitud d'ona de la llum d'entre 380 i 450 nm i ocupa la part final de l'espectre visible, i en conseqüència de l'arc de Sant Martí. Aquest color no pot ser reproduït de manera exacta (violat espectral) a les pantalles dels ordinadors pels dispositius RGB. Com a color d'addició és compost per una barreja de blau i de roig. Com a color per subtracció s'obté amb una barreja de magenta i cian.

## Símbol feminista
El color violeta és el color símbol del feminisme. Es va prendre en homenatge a les dones que van morir cremades a la fàbrica on treballaven, als Estats Units, defensant els seus drets mentre cosien teles d'aquest color.

## Curiositats sobre el violat
- És el color de molts embolcalls de xocolata europeus [cal citació]
- És un dels colors tradicionals de l'aura
- Apareix a la bandera republicana d'Espanya
- S'associa a la noblesa (com el malva o el porpra) però també a la gelosia
- És un color d'iniciació en certs corrents New Age de meditació
- L'estola dels capellans catòlics en temps d'Advent o Quaresma és violeta (a vegades malva)